# 日前宮站

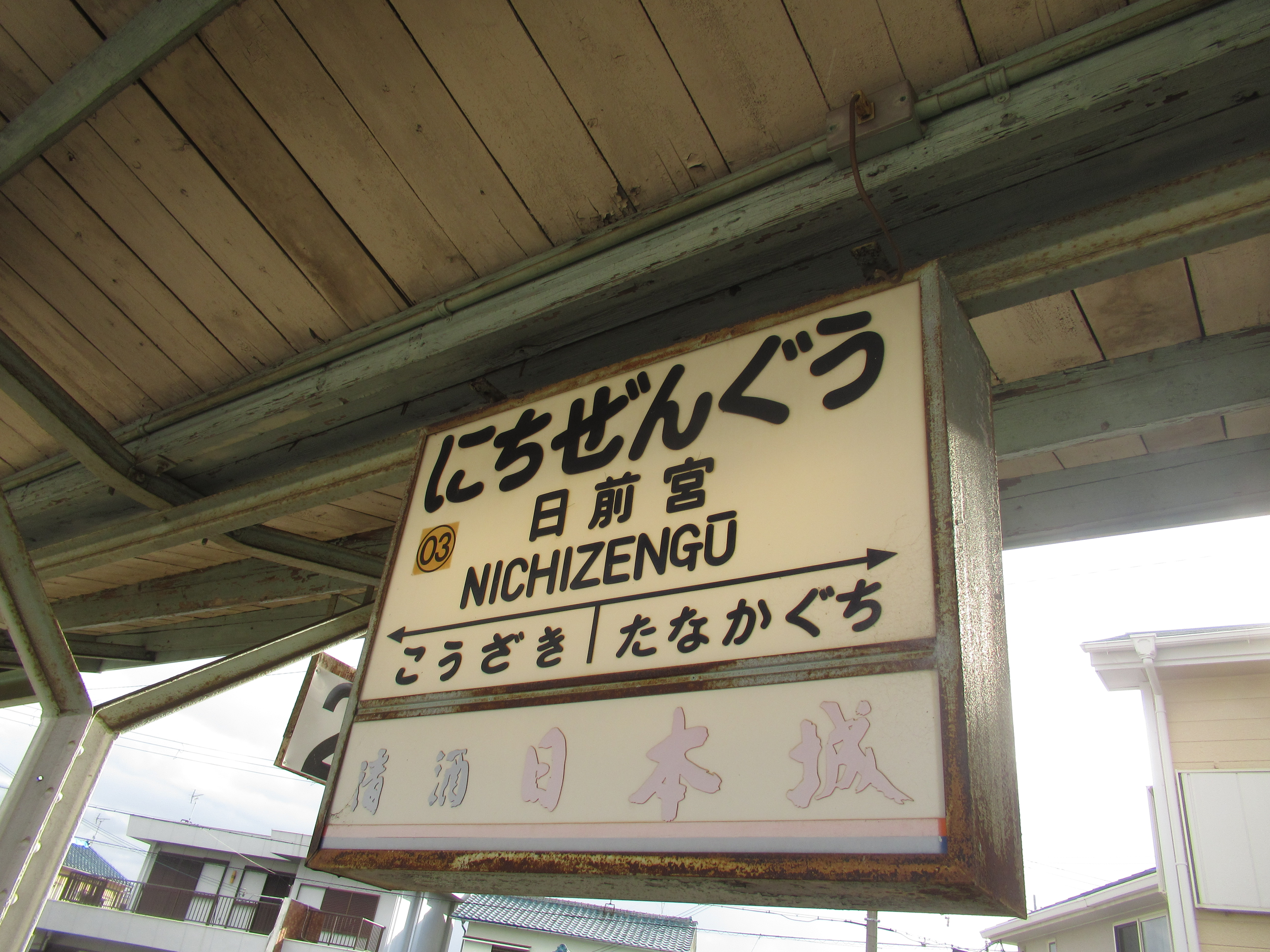
站名牌

日前宮站（日语：／ Nichizengu eki */?）是位於和歌山縣和歌山市有家，和歌山電鐵的貴志川線車站。車站編號為「03」。
此站最接近紀伊國一之宮——日前宮。

## 歷史
- 1916年（大正5年）2月15日 - 山東輕便鐵道大橋站至山東站（現時：伊太祈曾站）之間開通，秋月站。
- 1922年（大正11年）2月28日 - 隨著紀勢西線（紀勢本線）東和歌山站（現時：和歌山站）開業，此站至東和歌山站之間開業。此站至中之島站之間廢止。
- 1929年（昭和4年）11月 - 公司改名為山東鐵道。
- 1931年（昭和6年）4月28日 - 公司改名為和歌山鐵道。
- 1933年（昭和8年） - 車站改名為日前宮站。
- 1957年（昭和32年）11月1日 - 公司合併至和歌山電氣軌道，成為和歌山電氣軌道鐵道線車站。
- 1961年（昭和36年）11月1日 - 與南海電氣鐵道合併，成為南海電氣鐵道貴志川線車站。
- 2000年（平成12年）10月1日 - 成為無人車站。
- 2006年（平成18年）4月1日 - 和歌山電鐵繼承貴志川線，成為和歌山電鐵貴志川線車站。

## 車站構造
車站是一座地面車站，設有1面2線的島式月台。此站曾經設有小型木造車站大樓，內部設有自動售票機。在2000年（平成12年）車站無人化，自動售票機也撤走。而車站大樓也被拆毀。現時此站是無人車站，此站不可使用Surutto KANSAI對應的車票。月台與車站出入口之間設有站內平交道連接。閘口外設男女共用廁所。

## 利用狀況
在2019年（令和元年）度，此站1日平均上下車人次為669人。
以下為各年度1日平均上下車人次列表。
| 年度   | 1日平均 上下車人次 |
| ------ | ------------------ |
| 1980年 | 885                |
| 1985年 | 549                |
| 1990年 | 484                |
| 1995年 | 480                |
| 2000年 | 317                |
| 2001年 | 315                |
| 2002年 | 318                |
| 2003年 | 321                |
| 2004年 | 365                |
| 2005年 | 403                |
| 2006年 | 528                |
| 2007年 | 531                |
| 2008年 | 584                |
| 2009年 | 585                |
| 2010年 | 586                |
| 2011年 | 592                |
| 2012年 | 587                |
| 2013年 | 628                |
| 2014年 | 620                |
| 2015年 | 777                |
| 2016年 | 738                |
| 2017年 | 730                |
| 2018年 | 703                |
| 2019年 | 669                |

## 車站周邊
此站最接近日前宮。車站附近還有許多和歌山縣歷史遺蹟。
- 日前神宮、國懸神宮
- 秋月遺跡
- 鳴神貝塚（日语：鳴神貝塚）
- 和歌山縣立向陽中學校及高等學校
- 和歌山市立日進中學
- 和歌山市立宮小學
- 秋月郵局
- 花山溫泉（日语：花山温泉）
- 國道24號
- 和歌山交匯處（日语：和歌山インターチェンジ） - 阪和自動車道

## 相鄰車站
和歌山電鐵
貴志川線
田中口（02）－日前宮（03）－神前（04）

## 注腳
1. ↑  令和元年度和歌山県公共交通機関等資料集PDF（日語）

## 外部連結
- 日前宮駅（不同站的時間表）PDF（日語） - 和歌山電鐵
- 國土地理院地圖參閱服務 （页面存档备份，存于）（日語） - 日前宮站周邊的1/25000地形圖 （页面存档备份，存于）（日語）